# Canton Charge 2012-2013
La stagione 2012-13 dei Canton Charge fu la 12ª nella NBA D-League per la franchigia.
I Canton Charge vinsero la East Division con un record di 30-20. Nei play-off persero i quarti di finale con i Tulsa 66ers (2-1).

## Roster
| N° | Naz.                   | Ruolo | Sportivo          | Anno | Alt. | Peso |
| -- | ---------------------- | ----- | ----------------- | ---- | ---- | ---- |
| 7  | Messico (bandiera)     | G     | Jorge Gutiérrez   | 1988 | 191  | 88   |
| 10 | Stati Uniti (bandiera) | G     | Brady Morningstar | 1986 | 193  | 84   |
| 14 | Stati Uniti (bandiera) | G     | Kevin Anderson    | 1988 | 183  | 79   |
| 15 | Stati Uniti (bandiera) | G     | Alex Ruoff        | 1986 | 198  | 100  |
| 17 | Stati Uniti (bandiera) | A     | Travis Franklin   | 1988 | 201  | 98   |
| 20 | Stati Uniti (bandiera) | G     | Jai Lucas         | 1988 | 178  | 73   |
| 21 | Stati Uniti (bandiera) | AC    | Arinze Onuaku     | 1987 | 206  | 125  |
| 22 | Stati Uniti (bandiera) | GA    | Kyle Gibson       | 1987 | 196  | 93   |
| 23 | Stati Uniti (bandiera) | G     | Dominique Johnson | 1987 | 191  | 88   |
| 24 | Stati Uniti (bandiera) | G     | Antoine Agudio    | 1985 | 191  | 84   |
| 25 | Stati Uniti (bandiera) | A     | Jon Leuer         | 1989 | 208  | 103  |
| 25 | Stati Uniti (bandiera) | G     | Josh Selby        | 1991 | 188  | 83   |
| 30 | Stati Uniti (bandiera) | G     | Kyle Weaver       | 1986 | 198  | 91   |
| 32 | Stati Uniti (bandiera) | G     | D'Aundray Brown   | 1988 | 193  | 88   |
| 33 | Giamaica (bandiera)    | A     | Samardo Samuels   | 1989 | 206  | 118  |
| 34 | Stati Uniti (bandiera) | AC    | JaJuan Johnson    | 1989 | 208  | 100  |
| 42 | Stati Uniti (bandiera) | A     | Ryan Rossiter     | 1989 | 206  | 116  |
| 44 | Stati Uniti (bandiera) | A     | Kevin Jones       | 1989 | 203  | 114  |
| 50 | Nigeria (bandiera)     | AC    | Micheal Eric      | 1988 | 208  | 109  |

## Staff tecnico
- Allenatore: Alex Jensen
- Vice-allenatori: Greg Minor, Thomas Scott
- Preparatore atletico: Mike Gittinger